# Інгеборга Аліса Ольденбурзька
Інгеборга Аліса Ольденбурзька (нім. Ingeborg Alix von Oldenburg, 20 липня 1901 — 10 січня 1996) — принцеса Ольденбурзька, донька останнього герцога Ольденбурга Фрідріха Августа II та принцеси Мекленбург-Шверінської Єлизавети, дружина принца Шаумбург-Ліппського Стефана.

## Біографія
Інґеборґа Аліса народилась 20 липня 1901 року в Ольденбурзі. Вона була молодшою з дітей герцога Ольденбурзького Фрідріха Августа II та його другої дружини Єлизавети Мекленбург-Шверінської. Дівчинка мала старшого брата Миколая, а згодом народилась молодша сестра Альтбурга.
Після листопадової революції 1918 року герцогство було перетворене на «Вільну державу Ольденбург» у складі Веймарської республіки. Родина ж оселилася у замку Растеде. Матеріальне становище було вкрай важким.
У 19-річному віці Інґеборґа Аліса одружилася із 29-річним принцом цу Шаумбург-Ліппе Стефаном. Весілля відбулося 4 червня 1921 у замку Растеде. На церемонії були присутніми королева Нідерландів Вільгельміна, принц Хендрік та принцеса Юліана. У подружжя народилися донька і два сини-близнята.
Принц Стефан помер 10 лютого 1965 року. Інґеборґа Аліса, проживши довге життя, відійшла у вічність 10 січня 1996 року. Похована разом із синами та чоловіком в саду мавзолею Бюкебургу.

## Родина
Чоловік — Стефан Шаумбург-Ліппський
Діти:
- Марія Аліса (нар. 1923) — була одружена із герцогом Петером Шлезвіг-Гольштейнським, має четверо дітей;
- Георг Моріц (1924—1970) — одруженим не був, дітей не мав.
- син (9—13 березня 1924) — брат-близнюк Георга Моріца, помер невдовзі після народження.